# Конде сир Сарт
Конде сир Сарт (фр. Condé-sur-Sarthe) насеље је и општина у северној Француској у региону Доња Нормандија, у департману Орн која припада префектури Алансон.
По подацима из 2011. године у општини је живело 2232 становника, а густина насељености је износила 263,83 становника/km². Општина се простире на површини од 9,65 km². Налази се на средњој надморској висини од 200 метара (максималној 205 m, а минималној 147 m).

## Демографија
| 1962. | 1968. | 1975. | 1982. | 1990. | 1999. | 2011. |
| ----- | ----- | ----- | ----- | ----- | ----- | ----- |
| 1.020 | 1.134 | 1.166 | 1.745 | 1.945 | 2.231 | 2.232 |

График промене броја становника у току последњих година